# 하이턴

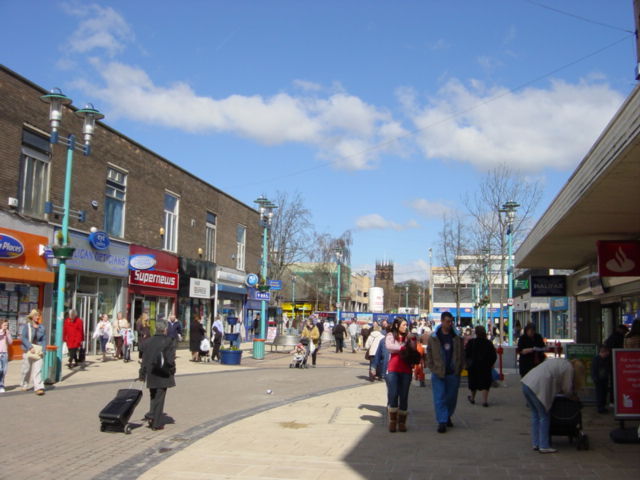
하이턴

하이턴(영어: Huyton)은 잉글랜드 머지사이드주에 위치한 도시로 인구는 33,193명(2011년 기준)이다.